# Bernard Conein
Bernard Conein, né le 13 mai 1945 à Neuilly-sur-Seine et mort le 13 avril 2022 à Paris, est un sociologue français. Professeur émérite à l'université Nice-Sophia-Antipolis, c'est un spécialiste de l'ethnométhodologie et de la cognition sociale.

## Biographie

### Famille et jeunesse
Né en 1945, Bernard Conein est le fils de Lucien Conein, lieutenant-colonel de l'armée américaine, et de Monique Veber, petit fils de l'auteur dramatique Serge Veber.
Il obtient son doctorat en sociologie en 1978 à l'École des hautes études en sciences sociales (EHESS).
Pendant les événements de 1968, il fut membre du Mouvement du 22 Mars.[réf. nécessaire]

### Carrière académique
Bernard Conein est recruté comme maître de conférences en 1987 à l'université Paris VIII. Il devient ensuite professeur à l'université Lille-III en 1998, puis à l'université Nice-Sophia-Antipolis en 2005.
Membre du Groupe de recherche en droit, économie et gestion (GREDEG), il fut également responsable de l'axe « usages, communautés, réseaux » au sein de la Maison des Sciences de l'Homme et de la Société (MSHS) de Nice. Il a été membre associé du Groupe de sociologie politique et morale (GSPM) de l'École des hautes études en sciences sociales (EHESS) et directeur du Laboratoire des Usages des TIC de Sophia Antipolis. 
Ses principaux intérêts de recherches sont la cognition distribuée, la sociologie cognitive et l'épistémologie sociale.
Bernard Conein meurt le 13 avril 2022, à l'âge de 76 ans. Il est incinéré le 22 avril au crématorium du Père-Lachaise (Paris),.

## Publications
- Matérialités discursives, 1, colloque des 24, 25, 26 avril 1980, Université Paris X, Nanterre avec Bernard Conein, Jean-Jacques Courtine, Françoise Gadet, Jean-Marie Marandin, etc., Lille, Presses universitaires de Lille, 1981.
- (éd. et présentation), Lexique et faits sociaux, Lille, Presses universitaires de Lille, 1987.
- avec Michel de Fornel et Louis Quéré (dir.), Les formes de la conversation. Analyse de l'action et analyse de la conversation, colloque, Paris, septembre 1987, organisé par le GDR Communication CNET-CNRS, Issy-les-Moulineaux, CNET, 1990-1993.
- avec Nicolas Dodier  et Laurent Thévenot (éd.), Les objets dans l'action. De la maison au laboratoire, Paris, Éditions de l'École des hautes études en sciences sociales, Coll. : Raisons pratiques. Vol. : 4, 1993.
- avec Laurent Thévenot  (dir.), Cognition et information en société, Paris, Éditions de l'École des hautes études en sciences sociales, Coll. : Raisons pratiques, Vol. : 8, 1997.
- avec Serge Proulx et Françoise Massit-Folléa (dir.), Internet, une utopie limitée. Nouvelles régulations, nouvelles solidarités, Sainte-Foy (Québec), Presses de l'Université Laval, 2005.
- Les sens sociaux : trois essais de sociologie cognitive, Paris, Économica, 2005.
- avec Alban Bouvier (dir.), L'épistémologie sociale: une théorie sociale de la connaissance, Paris, Éditions de l'École des hautes études en sciences sociales, Coll. : « Raisons pratiques », Vol. : 17, 2007.
- avec Pierre Livet, Processus sociaux et types d'interactions, Paris, Hermann, coll. « Philosophie », 2020, 286 p.  (ISBN 9791037005595)